# Johnny Marr
Johnny Marr (født 31. oktober 1963 i Manchester) er en engelsk guitarist og sangskriver, som for alvor slog igennem som guitarist i The Smiths. Han skrev musikken til næsten alle gruppens numre i et frugtbart musikalsk samarbejde med forsangeren Morrissey.
Efter The Smiths opløsning i 1987 har Johnny Marr blandt andet spillet i The The og som studiemusiker med Oasis og Pet Shop Boys. Siden 2008 har han været medlem af The Cribs.

## Diskografi

### Studiealbums
| År   | Titel                               | Højeste hitlisteplacering | Certificeringer |
| År   | Titel                               | UK                        | Certificeringer |
| ---- | ----------------------------------- | ------------------------- | --------------- |
| 2003 | Boomslang Johnny Marr + The Healers | 110                       |                 |
| 2013 | The Messenger                       | 10                        |                 |
| 2014 | Playland                            | 9                         |                 |
| 2018 | Call the Comet                      | 7                         |                 |

### Live albums
| År   | Titel          | Højeste hitlisteplacering |
| År   | Titel          | UK                        |
| ---- | -------------- | ------------------------- |
| 2015 | Adrenalin Baby | 96                        |
| 2018 | Comet Tripper  | —                         |

### Opsamlingsalbum
| År   | Titel       | Højeste hitlisteplacering |
| År   | Titel       | UK                        |
| ---- | ----------- | ------------------------- |
| 2019 | Single Life | —                         |

### Albums (som bandmedlem)
The Smiths
- The Smiths (1984)
- Meat is Murder (1985)
- The Queen Is Dead (1986)
- Strangeways, Here We Come (1987)

The The
- Mind Bomb (1989)
- Dusk (1992)

Electronic
- Electronic (1991)
- Raise the Pressure (1996)
- Twisted Tenderness (1999)

Modest Mouse
- We Were Dead Before the Ship Even Sank (2007)
- No One's First and You're Next (2009)

The Cribs
- Ignore the Ignorant (2009)

7 Worlds Collide
- 7 Worlds Collide (2001)
- The Sun Came Out (2009)

### Albums (som producer)

#### Marion
- The Program (1998)[2]

#### Haven
- Between the Senses (2002)
- All for a Reason (2004)[3]

### Albums (andre optrædener)
- Hard Rain Vol One (A Tribute to Bob Dylan) med sangen "Don't Think Twice, It's All Right"
- Ruby Trax – The NME's Roaring Forty  med sangen "The Good, the Bad and the Ugly" (Johnny Marr and Billy Duffy)
- 1969 Key to Change  med sangen "Tendency to Be Free"
- People on the Highway: A Bert Jansch Encomium  med sangen "A Woman Like You" (Johnny Marr and the Healers)

### Singler & EP'er
| År   | Titel                                           | Højeste hitlisterplacering | Højeste hitlisterplacering | Album            |
| År   | Titel                                           | UK                         | UK Vinyl                   | Album            |
| ---- | ----------------------------------------------- | -------------------------- | -------------------------- | ---------------- |
| 2001 | "The Last Ride" Johnny Marr + The Healers       | —                          | —                          | Boomslang        |
| 2003 | "Bangin' On" Johnny Marr + The Healers          | 78                         | —                          | Boomslang        |
| 2010 | "Life Is Sweet" (Todd Margaret Theme)           | —                          | —                          | Non-album single |
| 2013 | "Upstarts"                                      | —                          | —                          | The Messenger    |
| 2013 | "New Town Velocity"                             | —                          | —                          | The Messenger    |
| 2014 | "Easy Money"                                    | 130                        | —                          | Playland         |
| 2015 | "Dynamo"                                        | —                          | 36                         | Playland         |
| 2015 | "I Feel You"                                    | —                          | 3                          | Non-album single |
| 2015 | "Candidate"                                     | —                          | 3                          | Playland         |
| 2017 | "The Priest" Johnny Marr & Maxine Peake         | —                          | —                          | Non-album single |
| 2018 | "Hi Hello"                                      | —                          | 1                          | Call the Comet   |
| 2018 | "Spiral Cities"                                 | —                          | 3                          | Call the Comet   |
| 2018 | "Summer In The City" Johnny Marr & Matt Johnson | —                          | —                          | Non-album single |
| 2019 | "Armatopia"                                     | —                          | —                          | Single Life      |
| 2019 | "The Bright Parade"                             | —                          | —                          | Single Life      |
| 2021 | "Fever Dreams Pt 1" EP                          | —                          | —                          |                  |